# (23715) 1998 FK2
1998 أف كي 2 (ويعرف أيضًا باسم (23715) 1998 أف كي 2 وفق تسمية الكوكب الصغير) (بالإنجليزية: 1998 FK2)‏ هو كويكب ضمن حزام الكويكبات؛ وترتيبه 23715 من حيث الاكتشاف.
اكتُشف هذا الجُرم الفلكي بواسطة بحث لنكولن عن الكويكبات القريبة من الأرض في 20 مارس 1998.

## وصلات خارجية
- (23715) 1998 FK2 في قاعدة بيانات مختبر الدفع النفاث لأجرام النظام الشمسي الصغيرة

- الاكتشاف · مخطط المدار ·  العناصر المدارية · المعلمات المادية

- (23715) 1998 FK2 على موقع ويكي سكاي: DSS2, SDSS, GALEX, IRAS, Hydrogen α, X-Ray, Astrophoto, Sky Map, Articles and images